# 비밀일기 (영화)
《비밀일기》(원제: LOL (Laughing Out Loud) ®)는 2008년에 공개된 프랑스의 코미디 영화이다. 크리스타 테레가 2010년 세자르상 여우신인상 후보에 올랐다. 어머니 안 역을 맡은 소피 마르소가 10대 시절에 주연했던 《라붐》(1980)과 소재, 전개 등 여러 면에서 공통점을 갖고 있다.

## 줄거리
친구들에게 롤(LOL)이란 별칭으로 불리는 파리의 10대 소녀 롤라는 아빠 알랭과 이혼한 엄마 안과 살고 있다. 롤라는 같은 반의 아르튀르와 사귀지만 여름 방학 후 아르튀르는 바람핀 사실을 고백한다. 롤라는 아르튀르와의 관계를 깨고 아르튀르의 친구 마엘을 만나기 시작한다. 한편 안과 알랭은 딸 롤라 몰래 다시 만나고 있었는데...

## 출연
- 소피 마르소 - 안 역, 어머니
- 크리스타 테레 - 롤라 역
- 알렉상드르 아스티에 - 알랭 역, 아버지
- 제레미 카폰 - 마엘 역
- 마리옹 샤바솔 - 샤를로트 역
- 루 르사주 - 스테판 역
- 에밀 베르테라 - 폴앙리 역
- 펠릭스 모아티 - 아르튀르 역
- 루이 소메르 - 메디 역
- 아델 슈바르 - 프로방스 역
- 자드로즈 파르쾨르 - 이자벨 드페르피트 역
- 우에렌 게타 - 다비드 레비 역
- 조슬랭 키브랭 - 뤼카 역
- 프랑수아즈 파비앙 - 외할머니 역
- 크리스티안 밀레 - 샤를로트의 엄마 역
- 리즈 라메트리 - 교육행정 전담교사(CPE) 역
- 타이스 알레상드랭 - 루이즈 역
- 스테파니 뮈라 - 카티 역
- 로랑 바토 - 로맹 역
- 발레리 카르상티 - 로랑스 역
- 피에르 니네 - 쥘리앵 역
- 장클로드 도팽
- 올리비에 크뤼베예
- 카티아 카발레로
- 조아나 프라이스
- 리자 아주엘로스

## 한국판 성우진(투니버스) (2011년 10월 14일)
- 전기병 - 안 역, 어머니 (소피 마르소)
- 정유미 (성우) - 롤라 역 (크리스타 테레)
- 엄상현 - 알랭 역, 아버지 (알렉상드르 아스티에)
- 신용우 - 마엘 역 (제레미 카폰)
- 양정화 - 샤를로트 역 (마리옹 샤바솔)
- 박지윤 - 스테판 역 (루 르사주)
- 김현중 - 폴앙리 역 (에밀 베르테라)
- 우에렌 게타 - 다비드 레비 역
- 이정구 - 뤼카 역 (조슬랭 키브랭)
- 양정화 - 외할머니 역 (프랑수아즈 파비앙)
- 크리스티안 밀레 - 샤를로트의 엄마 역
- 리즈 라메트리 - 교육행정 전담교사(CPE) 역
- 타이스 알레상드랭 - 루이즈 역
- 스테파니 뮈라 - 카티 역
- 로랑 바토 - 로맹 역
- 송도영 - 로랑스 역 (발레리 카르상티)

## 기타 제작진
- 라인 제작: 크리스토프르 그라니에드페르